# Judit Halász
Judit Halász (Pécs, 23 gennaio 1968) è un'ex cestista ungherese.

## Carriera
Con l'Ungheria ha disputato i Campionati europei del 1989.